# Cephalops pacatus
Cephalops pacatus är en tvåvingeart som beskrevs av Morakote 1990. Cephalops pacatus ingår i släktet Cephalops och familjen ögonflugor. Inga underarter finns listade i Catalogue of Life.